# Chionothrix
Chionothrix es un género de  fanerógamas pertenecientes a la familia Amaranthaceae. Comprende 3 especies descritas y de estas, solo 2 aceptadas.

## Taxonomía
El género fue descrito por Joseph Dalton Hooker y publicado en Genera Plantarum 3: 33. 1880. La especie tipo es:  Chionothrix somalensis (T.Moore) Hook.f.	

## Especies aceptadas
A continuación se brinda un listado de las especies del género Chionothrix aceptadas hasta septiembre de 2012, ordenadas alfabéticamente. Para cada una se indica el nombre binomial seguido del autor, abreviado según las convenciones y usos. 
- Chionothrix latifolia Rendle
- Chionothrix somalensis (T.Moore) Hook.f.